# La Femme
La Femme（ラ・ファム）はビアリッツ、ブルターニュ、マルセイユ、パリ出身のメンバーからなるフランスのロックバンドである。

## 略歴
バンドはビアリッツの高校で出会ったSacha Got（ギター、テルミン）とMarlon Magnée（キーボード）によって結成された。その後、MarlonはパリでSam Lefèvre（ベース）、Noé Delmas（ドラム）、Lucas Nunez Ritterと出会い、2010年にバンド名をLa Femmeとした。リードボーカルとなるClémence Quélennecとはインターネット上で知り合った。
2010年にデジタルレーベル「BEKO DSL」からファーストEPをリリース。2011年には『Le podium #1』というタイトルのEPをリリースし、同年11月にはラ・シガルで開催されたロック・フェスティバル「Festival les inRocKs」に出演した。2013年2月には、『La Femme』というタイトルのEPをリリースし、同月に雑誌『Magic』の表紙を飾った。2013年4月8日には、ファーストアルバム『Psycho Tropical Berlin』をリリース。同年12月に雑誌『Les Inrocks』は、同アルバムをその年のベストアルバムの第2位に選出した。
2014年2月、バンドは新鋭アルバム部門で、その年のヴィクトワール・ド・ラ・ミュジーク（Victoire de la Musique）賞を受賞した。
2016年3月、La Femmeは、シングル『Sphynx』でカムバックすることを発表した。ミュージック・ビデオはグループのメンバーの一人、Marlon Magnéeが監督し、Massimiliano Mocchia di Coggiolaがラフ画を、Aymeric Bergada du Cadetがスタイリングを担当した。同シングルは、2016年秋にリリースが予告されているアルバムの発売に先駆けたものだった。
2016年6月には、『Où va le monde ?』をリリースした。この曲は『Sphynx』と同様に、同年9月2日にリリースが予告されていたニューアルバム『Mystère』に収録された。7月には、レッド・ホット・チリ・ペッパーズのヨーロッパ・ツアーの際にオープニング・アクトを務めると発表した。
2017年2月、ヴィクトワール・ド・ラ・ミュジーク2017において、セカンドアルバム『Mystère』が「L'Album rock de l'année」部門で2位となった。
2018年9月には、デザイナーのエディ・スリマンが監修した「セリーヌ（CELINE）」のファーストコレクションのランウェイショー用に、20分の楽曲『Runway』を作曲した。
2021年4月、サードアルバム『Paradigmes』をリリース。このアルバムの最初の楽曲『Paradigmes』は2020年9月に、『Cool  Colorado』は2020年2月に、『Disconnexion』は2020年12月に、いずれもシングル曲としてリリースされていた。この３曲のビデオ・クリップは、すべてパリのディスコ「Petit Palace」（プチ・パラス）で撮影された。

## スタイルと影響
La Femmeの人工的で夢幻的な音楽は、ザ・キュアー（The Cure）やスージー・アンド・ザ・バンシーズ（Siouxsie And The Banshees）のコールド・ウェイヴや次にあげるグループや音楽ジャンルからの影響をうかがわせる。すなわち、Taxi Girl、Young Marble Giants、X-Ray Pop、ヴェルヴェット・アンダーグラウンド、クラフトワーク、その他サーフ・ミュージックである。グループは、JacnoやMarie et les Garçonに言及し、大きな影響を受けたとしている。

## ディスコグラフィ

### アルバム
括弧内は発売元レーベル
- 2013年：Psycho Tropical Berlin (Disque Pointu / Barclay / Born Bad Records)
- 2016年：Mystère (Disque Pointu / Barclay / Born Bad Records)
- 2021年：Paradigmes (Disque Pointu / Born Bad Records)

### シングルおよびEP
- 2010年：La Femme (BEKO DSL)
- 2011年：Le Podium #1 (Third Side Records)
- 2011年：From Tchernobyl With Love (Les Disques Pointus)
- 2012年：La Planche (Third Side Records)
- 2012年：Télégraphe (Third Side Records)
- 2013年：La Femme (les Disques Pointus)
- 2016年：Sphynx
- 2017年：Orgie de gobelins sous champignons hallucinogènes (les Disques Pointus)
- 2018年：Runway (les Disques Pointus)
- 2019年：L'Hawaïenne (les Disques Pointus)
- 2020年：Paradigme (les Disques Pointus)
- 2020年：Cool Colorado (les Disques Pointus)
- 2020年：Disconnexion (les Disques Pointus)